# 错那市
错那市（藏語：མཚོ་སྣ་གྲོང་ཁྱེར།，威利转写：mtsho sna grong khyer，藏语拼音：Cona Chongkyêr）是中华人民共和国西藏自治区山南市下属的一个县级市。“错那”藏语意为“湖的前面”，西邻不丹、南与印度接壤。常住人口約1.5万人，市人民政府駐麻麻门巴民族乡。該市的部分區域屬於麥克馬洪線以南的藏南地區，被印度實際掌握，屬於印度的阿魯納恰爾邦，中國並未控制全境。

## 歷史
1354年，帕竹政权設立错那宗；1912年，噶廈政府在泽当设立洛喀基巧，辖错那等13个宗；1952年，属中共江孜分工委；1956年8月29日，属山南基巧办事处；1959年5月5日设立错那县，县政府驻错那镇，属山南专员公署；1969年3月29日，属山南地区革命委员会；1978年10月，属山南地区行政公署；2016年2月，属地级山南市；2023年4月3日，西藏自治区人民政府批准错那撤縣設市，市政府驻麻麻门巴民族乡。

## 地理
错那下辖1个镇、5个乡、4个民族乡：错那镇、卡达乡、觉拉乡、浪坡乡、曲卓木乡、库局乡、麻麻门巴民族乡、贡日门巴民族乡、吉巴门巴民族乡和勒门巴民族乡。该市土地总面积为35191.23平方公里，實際管轄面積6703.62平方公里。最高峰康格多山海拔7060米，河流有洞嘎雄曲、错那曲、罗堆曲、洛曲、玉曲等，湖泊有拿日雍错、羊错、但巴错、驳拉错、古吾错、格金错、吉姆错等，最大的拿日雍错面积58.33平方千米。年日照时数2589小时，年无霜期42天，年降水量384.3毫米。年平均气温-0.6°C，7月平均气温7.8°C，1月平均气温-10°C。错那市森林資源豐富，生长有错那箭竹构成的大量成片竹林，有中國國家一級保護動物孟加拉虎、金钱豹、雪豹、小熊猫、藏野驴、野牛分布。

## 社會
中國第七次全國人口普查中統計常住人口13932人，其中藏族12404人，汉族946人，其他民族582人，城镇人口占20.61%，農村人口占79.39%。农业主产青稞、小麦、豌豆、土豆、油菜等，有草场35.3万余公顷，主要牲畜为牦牛、黄牛、绵羊和山羊。2020年地区生产总值為81395.4万元，其中第一产业2900.1万元，第二产业42967.5万元，第三产业35527.9万元；固定资产投资67951万元，社会消费品零售总额20650.1万元，农村居民人均可支配收入14007元，税收收入4399.86万元，旅游收入3706.1万元。